# Vielzähniger Kiefernborkenkäfer
Der Vielzähnige Kiefernborkenkäfer (Orthotomicus laricis) ist ein Rüsselkäfer aus der Unterfamilie der Borkenkäfer (Scolytinae). Da er seine Brutsysteme in der Rinde der Wirtsbäume anlegt, wird er den Rindenbrütern zugerechnet.  Bei der Art treten keine Massenvermehrungen mit nachfolgenden Schäden im Nadelwald auf.

## Merkmale
Die Käfer werden 2,5 bis 4 Millimeter lang und haben einen rotbraun gefärbten, walzenförmigen Körper. Der Halsschild verdeckt von oben gesehen nicht den Kopf. Die Stirn ist spärlich und kurz behaart. Die Flügeldecken tragen zwei Arten von Punktreihen aus kleinen Vertiefungen. Dabei wechseln regelmäßige Punktreihen mit Reihen ab, die feine, weitläufig verteilte Punkte tragen. Der Spitzenrand der Flügeldecken ist gebogen, fein gekerbt und innen nicht gerandet. Der Absturz der Flügeldecken ist fast senkrecht, die Absturzfläche in der Draufsicht rund. Die Suturalzähnchen sind voneinander so weit entfernt wie vom nächsten Kegelzahn. Die Fühler und Beine sind gelbbraun, die Fühlerkeulennähte gerade. Der Flügeldeckenabsturz weist beim männlichen Tier kräftige, beim weiblichen Tier schwächer ausgebildete Kegelzähne auf.

## Verbreitung
Die Art ist in Europa verbreitet.

## Lebensweise
Der Vielzähnige Kiefernborkenkäfer ist ein polygamer Rindenbrüter an Nadelbäumen. Er kommt vor allem an Gemeiner Kiefer (Pinus sylvestris), gelegentlich auch an Weymouths-Kiefer (Pinus strobus), Aleppo-Kiefer (Pinus halepensis), Europäischer Lärche (Larix decidua), Weißtanne (Abies alba) und Gemeiner Fichte (Picea abies). Er besiedelt die Rinde der Bäume auch im Bereich der Borke. Die Eiablage erfolgt haufenweise, bis zu 50 Stück beieinander. Das Fraßbild ist ein Platzgang, von dem unregelmäßige Larvengänge ausgehen. Es kommt zur Ausbildung von zwei Generationen im Jahr, die Flugzeit ist im Mai und August.